# 安妮·波莱斯卡
安妮·波莱斯卡（德語：Anne Poleska，1980年2月20日—），德国女子游泳运动员。她曾代表德国参加2000年、2004年和2008年夏季奥林匹克运动会游泳比赛，其中2004年奥运会获得一枚铜牌。